# Riberas del Zadorra
Riberas del Zadorra este o arie protejată (arie specială de conservare — SAC, sit de importanță comunitară — SCI) din Spania întinsă pe o suprafață de 175,62 ha, integral pe uscat.

## Localizare
Centrul sitului Riberas del Zadorra este situat la coordonatele 42°45′23″N 2°50′14″W / 42.7564°N 2.8372°V.

## Înființare
Situl Riberas del Zadorra a fost declarat sit de importanță comunitară în iulie 2000 pentru a proteja 5 specii de animale. Situl a fost protejat și ca arie specială de conservare în septembrie 2015.

## Biodiversitate
Situată în ecoregiunile atlantică și mediteraneană, aria protejată conține 8 habitate naturale: Păduri iberice de Quercus faginea și Quercus canariensis, Pajiști umede mediteraneene cu ierburi înalte de Molinio-Holoschoenion, Liziere de ierburi înalte hidrofile de câmpie și de nivel montan până la alpin, Râuri mediteraneene cu debit permanent și vegetație de Glaucium flavum, Păduri aluvionare cu Alnus glutinosa și Fraxinus excelsior (Alno-Padion, Alnion incanae, Salicion albae), Galerii de Salix alba și de Populus alba, Lacuri eutrofice naturale cu vegetație de tip Magnopotamion sau Hydrocharition, Cursuri de apă de la nivel de câmpie la nivel montan, cu vegetație Ranunculion fluitantis și Callitricho-Batrachion.
La baza desemnării sitului se află mai multe specii protejate:
- amfibieni (1): Discoglossus jeanneae
- mamifere (3): Galemys pyrenaicus, vidră de râu (Lutra lutra), nurcă (Mustela lutreola)
- pești (1): Parachondrostoma miegii

Pe lângă speciile protejate, pe teritoriul sitului au mai fost identificate 2 specii de plante, 4 specii de amfibieni, 7 specii de mamifere, 4 specii de pești, 1 specie de reptile.